# Gustaf Söderlund (politiker)
Gustaf Söderlund, född 20 januari 1890 i Vika församling, Kopparbergs län, död 1 april 1979 i Danderyds församling, var en svensk direktör och kommunalpolitiker (högern).

## Biografi
Söderlund var borgarråd för drätselroteln i Stockholms stad 1926–1931, därefter verkställande direktör i Svenska Arbetsgivareföreningen 1931–1941 och ordförande där 1943–1946, direktör i Skandinaviska Banken 1946–1957 och styrelseordförande där 1957–1961. Han var mannen bakom Saltsjöbadsandan. Han beskrevs av LO-sidan som "fri, öppen och insiktsfull och mottaglig för skäl, en personlighet utan arrogans."
Han utsågs av Handelshögskoleföreningen till ledamot i Handelshögskolan i Stockholms direktion, lärosätets högsta verkställande organ, 1942–1961. Söderlund är begravd på Norra begravningsplatsen utanför Stockholm.